# Lijst van voetbalinterlands Brazilië - Engeland (vrouwen)
Deze lijst van voetbalinterlands is een overzicht van alle officiële voetbalinterlands tussen de nationale vrouwenteams van Brazilië en Engeland. De landen hebben tot nu toe vier keer tegen elkaar gespeeld.

## Wedstrijden
| № | Plaats        | Datum            | Competitie               | Wedstrijd           | Uitslag            |
| - | ------------- | ---------------- | ------------------------ | ------------------- | ------------------ |
| 1 | Nottingham    | 6 oktober 2018   | Vriendschappelijk        | Engeland − Brazilië | 1 − 0              |
| 2 | Chester       | 27 februari 2019 | SheBelieves Cup 2019     | Engeland − Brazilië | 2 − 1              |
| 3 | Middlesbrough | 5 oktober 2019   | Vriendschappelijk        | Engeland − Brazilië | 1 − 2              |
| 4 | Londen        | 6 april 2023     | Women's Finalissima 2023 | Engeland − Brazilië | 1 − 1 (n.p. 4 - 2) |

## Samenvatting
| Competitie          | Totaal gespeeld | Winst Brazilië | Gelijk | Winst Engeland | Doelsaldo Brazilië – Engeland |
| ------------------- | --------------- | -------------- | ------ | -------------- | ----------------------------- |
| Women's Finalissima | 1               | 0              | 1      | 0              | 1 − 1                         |
| SheBelieves Cup     | 1               | 0              | 0      | 1              | 1 − 2                         |
| Vriendschappelijk   | 2               | 1              | 0      | 1              | 2 − 2                         |
| Totaal              | 4               | 1              | 1      | 2              | 4 − 5                         |